# Eusebio de Cesarea
Eusebio de Cesarea (c. 263-30 de mayo de 339, probablemente en Cesarea de Palestina), también conocido como Eusebius Pamphili (Eusebio Panfilio, o literalmente, ‘Eusebio, amigo de Pánfilo’), fue obispo de Cesarea, exégeta y asimismo conocido como el padre de la historia de la Iglesia porque sus escritos están entre los primeros relatos de la historia del cristianismo primitivo. También recopiló sobre los Juegos Olímpicos.Sus contemporáneos también lo denominan Eusebio de Palestina.
Su nombre está unido a una curiosa creencia sobre una supuesta correspondencia entre Jesucristo y Abgaro (rey de Edesa). Eusebio habría encontrado las cartas, e inclusive las copió para su Historia eclesiástica.

## Biografía
La fecha y el lugar exacto de su nacimiento son inciertos y se sabe poco de su juventud. Conoció al presbítero Doroteo en Antioquía y, probablemente, recibió de él instrucción exegética. En el año 296, estando en Palestina, vio a Constantino I, que visitaba la provincia con Diocleciano. Estuvo en Cesarea cuando Agapio era obispo del lugar. Se hizo amigo de Pánfilo, con quien estudió la Biblia, con la ayuda de la Hexapla de Orígenes y de los comentarios compilados por Pánfilo, en la tentativa de escribir una versión crítica del Antiguo Testamento.
En el año 307, Pánfilo fue encarcelado, pero Eusebio continuó el proyecto que con él había comenzado. El resultado fue una apología de Orígenes, terminada por Eusebio después de la muerte de Pánfilo, que fue enviada a los mártires en las minas de Faeno, en Egipto. Parece que, después se retiró hacia Tiro y más tarde hacia Egipto, donde padeció la persecución por primera vez. La acusación de que obtuvo su libertad sacrificando a los dioses paganos parece no tener fundamento.
Se vuelve a mencionar a Eusebio como obispo de Cesarea. Sucedió a Agapio, después de 313, aunque no se sabe la fecha exacta. Se sabe poco de los primeros tiempos de su obispado. No obstante, con el inicio de la controversia del arrianismo, toma súbitamente un lugar destacado. Arrio le pidió protección. Según una carta que Eusebio escribió a Alejandro de Alejandría, es evidente que no negó refugio al presbítero exiliado. Cuando el Primer Concilio de Nicea se reunió en el 325, tuvo cierto protagonismo. No era un líder nato, ni tampoco un pensador profundo, pero como hombre bastante instruido el autor y famoso Eusebio, cayó en la gracia del emperador, y acabó por sobresalir entre los más de 300 miembros que se reunieron en el Concilio. Tomó una posición moderada en la controversia, y presentó el símbolo (credo) bautismal de Cesarea que acabó por convertirse en la base del Credo de Nicea. Al final del Concilio, Eusebio suscribió sus decretos.
La controversia arriana continuó a pesar de la realización del Concilio y Eusebio se mantuvo involucrado en la cuestión. Por ejemplo, entró en disputa con Eustaquio de Antioquía, que se oponía a la creciente aceptación de las teorías de Orígenes, y en especial porque este había expuesto una exégesis alegórica de las escrituras, lo que interpretaba como el origen teológico del arrianismo. 
Eusebio, como admirador de Orígenes, fue reprendido por Eustaquio, quien le acusó de alejarse de la fe de Nicea. Eusebio respondió acusando a Eustaquio de seguir las ideas del sabelismo. Eustaquio fue acusado, condenado y depuesto en un sínodo en Antioquía. Gran parte del pueblo de Antioquía se rebeló en contra de esta decisión eclesiástica, mientras que los que estaban en contra de Eustaquio proponían que se nombrase a Eusebio como nuevo obispo. Este por su parte, rechazó la oferta.
Después de que Eustaquio fuese depuesto, sus seguidores se volvieron contra Atanasio de Alejandría, un oponente mucho más peligroso. En el 334, Atanasio fue conminado a comparecer frente a un sínodo en Cesarea, aunque no compareció. Al año siguiente, se convocó otro sínodo en Tiro, presidido por Eusebio. Atanasio, previendo el resultado, se dirigió a Constantinopla, donde presentó su causa al emperador. Constantino convocó a los obispos para su corte, entre los cuales estaba Eusebio. Atanasio fue condenado al exilio a finales del 335. En ese mismo sínodo, otro oponente fue atacado con éxito. Marcelo de Ancira hacía mucho que luchaba contra los eusebianos, protestando contra la rehabilitación de Arrio. Acusado de sabelianismo, fue depuesto en el 336. Constantino murió al año siguiente. Eusebio no le sobrevivió mucho tiempo. Murió (probablemente en Cesarea), en 340, o más tarde, siendo probable que haya muerto el 30 de mayo de 339.

## Obras
De la extensa actividad literaria de Eusebio una parte relativamente grande perduró. Aunque era considerado sospechoso de arrianismo, sus escritos resultaban indispensables, debido a que Eusebio solía emplear citas textuales de obras que no sobrevivieron a su época, como las de Hegesipo de Jerusalén.

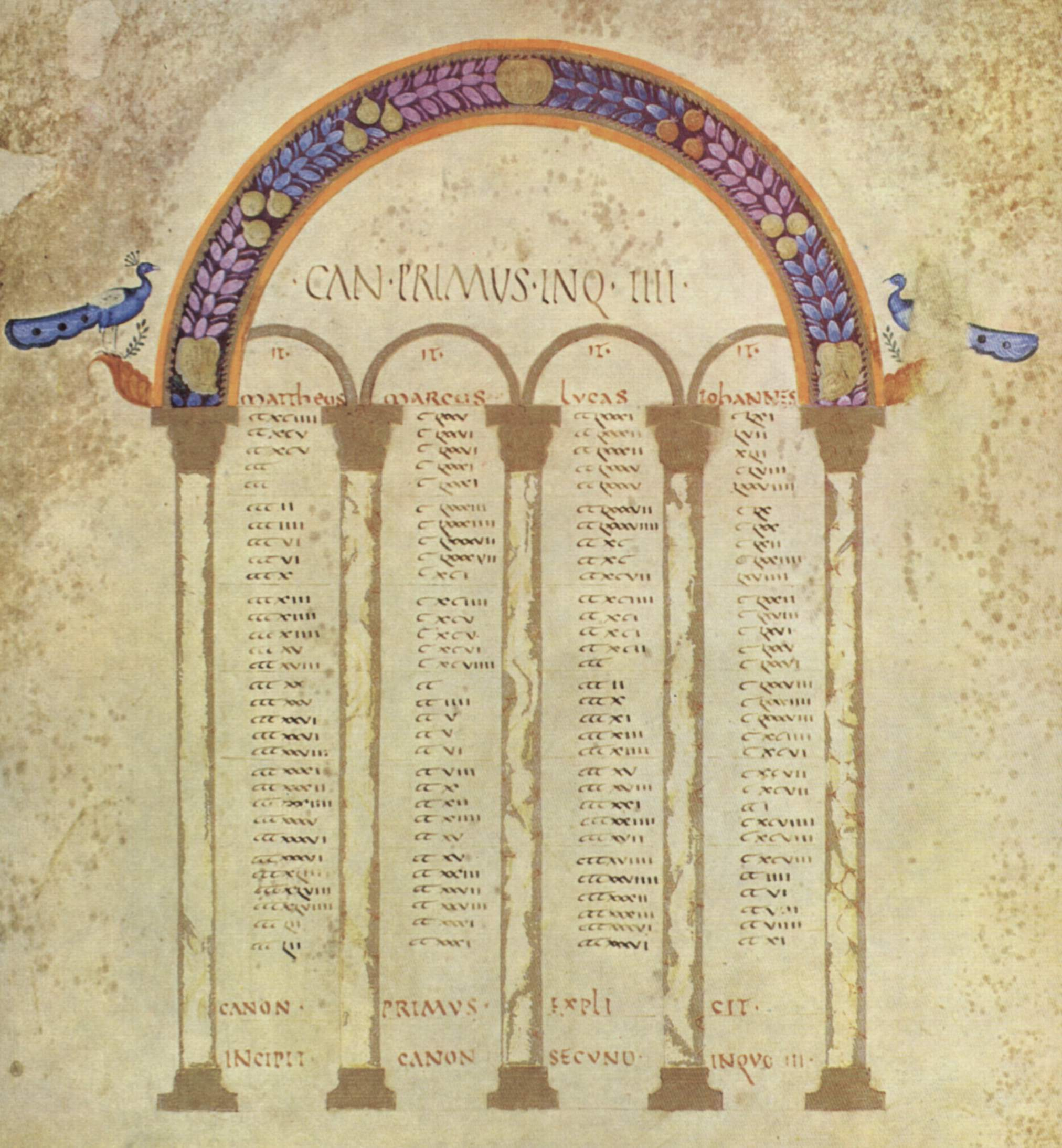
Tablas de concordancia de los Evangelios o Cánones, ideadas por Eusebio de Cesarea.

Las obras literarias de Eusebio reflejan el curso de su vida. Al principio se dedicó a la crítica de los textos bíblicos, bajo la influencia de Pánfilo y probablemente de Doroteo, de la escuela de Antioquía. Con las persecuciones de Diocleciano y de Galerio, dirigió su interés hacia los mártires (tanto los de su época, como los anteriores). Ese interés lo llevó a escribir, prácticamente, una historia de la Iglesia y, también una historia universal, que, según el punto de vista de Eusebio, sería apenas la base para la historia eclesiástica. Nótese que para Eusebio, la Iglesia aparece como el motor de la Historia de la Humanidad.
Con las controversias arrianas, el interés de Eusebio pasó a las cuestiones dogmáticas. La cristiandad era finalmente reconocida por el Estado. Eso trajo, no obstante, nuevos problemas. Apologías diferentes de las anteriores se volvían necesarias. Por fin, Eusebio, en su papel de teólogo de la corte imperial, escribe panegíricos hiperbólicos dedicados al emperador cristiano. A todas estas actividades, ha de acrecentar muchos otros textos de naturaleza diversa, en la que resalta su correspondencia, más allá de trabajos exegéticos donde se incluyen comentarios y tratados sobre arqueología bíblica que se extienden durante todo el período de su vida literaria, dando fe de aquello por lo que Eusebio vendría a ser reconocido por casi todos, independientemente de la opinión teológica que profesasen: su larga erudición.

### Obras que versan la crítica bíblica
Pánfilo y Eusebio se ocuparon juntos de la lectura crítica de las Escrituras tal como eran presentadas en la versión de la Biblia llamada la Septuaginta. Se dedicaron al estudio del Antiguo Testamento y especialmente el Nuevo Testamento. Efectivamente, parece que uno de los manuscritos de la Septuaginta preparado por Orígenes, habría sido trabajado y revisado por los dos según San Jerónimo.
Para facilitar la búsqueda de los textos evangélicos, Eusebio dividió la versión de las Escrituras que tenía en su poder en párrafos que remetían en una tabla sinóptica, para así encontrar los versículos que se referían mutuamente.

### LaCrónica
Las dos grandes obras históricas de Eusebio son la Crónica y la Historia de la Iglesia. La primera (en griego, Pantodape historia, o sea, Historia Universal) está dividida en dos partes. La primera parte (en griego: Chronographia, o sea Anales o cronología) pretende ser un compendio de historia universal, organizada según las diversas naciones, recogiendo las fuentes históricas que Eusebio pesquisó arduamente. La segunda parte (en griego, Chronikoi kanones, o sea, Cánones cronológicos) intenta establecer sincronismos de los documentos históricos en columnas paralelas. Es uno de los ejemplos más antiguos de lo que es frecuente, hoy en día, en las obras de referencia, como enciclopedias, donde las tablas cronológicas eusebianas son un instrumento de trabajo y consulta.
El trabajo original, completo, está perdido. Pudo, sin embargo, ser reconstruido a partir de los extractos copiados (epítomes), con incansable diligencia, por los cronólogos de la escuela bizantina, especialmente Jorge Sincelo, el Monje. Las tablas cronológicas de la segunda parte fueron preservadas totalmente en una traducción hecha por San Jerónimo, y las dos partes existen también en una traducción en armenio, aunque su valor es discutible debido a las alteraciones respecto al original que podrían haber sido hechas por los traductores. La Crónica, tal como la conocemos, se extiende hasta el año 325 y fue escrita antes de la Historia de la Iglesia.

### LaHistoria de la Iglesia
En su Historia de la Iglesia o Historia eclesiástica (en griego: Θεοφάνεια, romanizado: Theofáneia, lit. 'Manifestación (o visión) de Dios'), Eusebio trató, de acuerdo con sus propias palabras, (I, i.1), de presentar la historia de la Iglesia desde los apóstoles (historia conocida como "Hechos de los Apóstoles") hasta sus días, teniendo en cuenta los siguientes aspectos:
1. la sucesión de los obispos en los sínodos principales;
2. la historia de los Doctores de la Iglesia;
3. la historia de las herejías;
4. la historia de los judíos;
5. las relaciones con los paganos;
6. el martirologio.

Agrupó su material de acuerdo con los reinados de los emperadores, presentándolo tal como lo encontró en sus fuentes. El contenido consistía en:
- Libro I: introducción detallada sobre Jesucristo.
- Libro II: la historia de la época apostólica, desde la caída de Jerusalén hasta Tito.
- Libro III: la época después de Trajano
- Libros IV y V: el siglo II
- Libro VI: el período de Septimio Severo a Decio
- Libro VII y VIII: historial de las persecuciones bajo el reinado de Diocleciano
- Libro IX: Historia de la victoria de Constantino I sobre Majencio en el Occidente y sobre Maximino en el Oriente.
- Libro X: El restablecimiento de las congregaciones y la rebelión y conquista de Licinio.

Tal como se conserva, la obra se concluyó antes de la muerte de Crispo, en julio del 326, y desde el Libro X que se dedicaba a Paulino de Tiro que murió antes del 325, al final del 323 o en el 324. Este trabajo es realmente impresionante para la investigación que exigía y debió haberle ocupado por varios años. Su martirologio fue uno de los estudios preparatorios para su obra.
La autenticidad de la Historia de la Iglesia de Eusebio no ha sido cuestionada. Los descubrimientos recientes van revelando la forma responsable, cuidada e inteligente en que las bibliotecas de Cesarea y Jerusalén eran administradas.
En uno de los pasajes de su obra, Eusebio declara que las calamidades sufridas por el pueblo judío se debían al papel que estos jugaron en la muerte de Jesús. Este pasaje ha sido usado a lo largo de la historia, para atacar tanto a judíos como a cristianos:

desde ese tiempo que las rebeliones, guerras y conspiraciones dañosas los siguió, a cada uno, en rápida sucesión, incesantemente, en las ciudades, en toda Judea, hasta que el sitio de Vespasiano los aplastó. Fue así que la venganza divina se cumplió para con los judíos por los crímenes que osaron perpetrar contra Cristo.
Eusebio de Cesarea, Historia de la Iglesia: Libro II, Capítulo 6: «Las desventuras que sucedieron a los judíos después de la injuria cometida contra Cristo». (Ver enlace original de CBN.org en la bibliografía).

### Obras históricas menores
Antes de compilar su historia de la Iglesia, Eusebio trabajó en el martirologio del período primitivo y una biografía de Pánfilo. El martirologio no fue conservado en su totalidad, aunque se conserva todas sus partes. Contiene:
(1) una epístola de la congregación de Esmirna concerniente el martirio de Policarpo
(2) el martirio de Pionio;
(3) los martirios de Carpo, Papilo y Agatónica;
(4) el martirologio de las congregaciones de Vienne y Lyon (actual Francia);
(5) el martirio de Apolonio.
De la vida de Pánfilo sobrevive apenas un fragmento. Una obra sobre los mártires de Palestina fue hecho después del 311. Un gran número de fragmentos se encuentran diseminados por varios catálogos de leyendas, todavía por compilar. La vida de Constantino fue compilada después de la muerte del emperador y la elección de su hijo como uno de los augustos (coemperadores romanos) en el 337.
Es más un panegírico, repleto de retórica, que una biografía, aunque tiene un gran valor histórico por los documentos que incorpora.

### Apologías y obras dogmáticas
Entre las obras de carácter apologético o dogmático pertenecen:

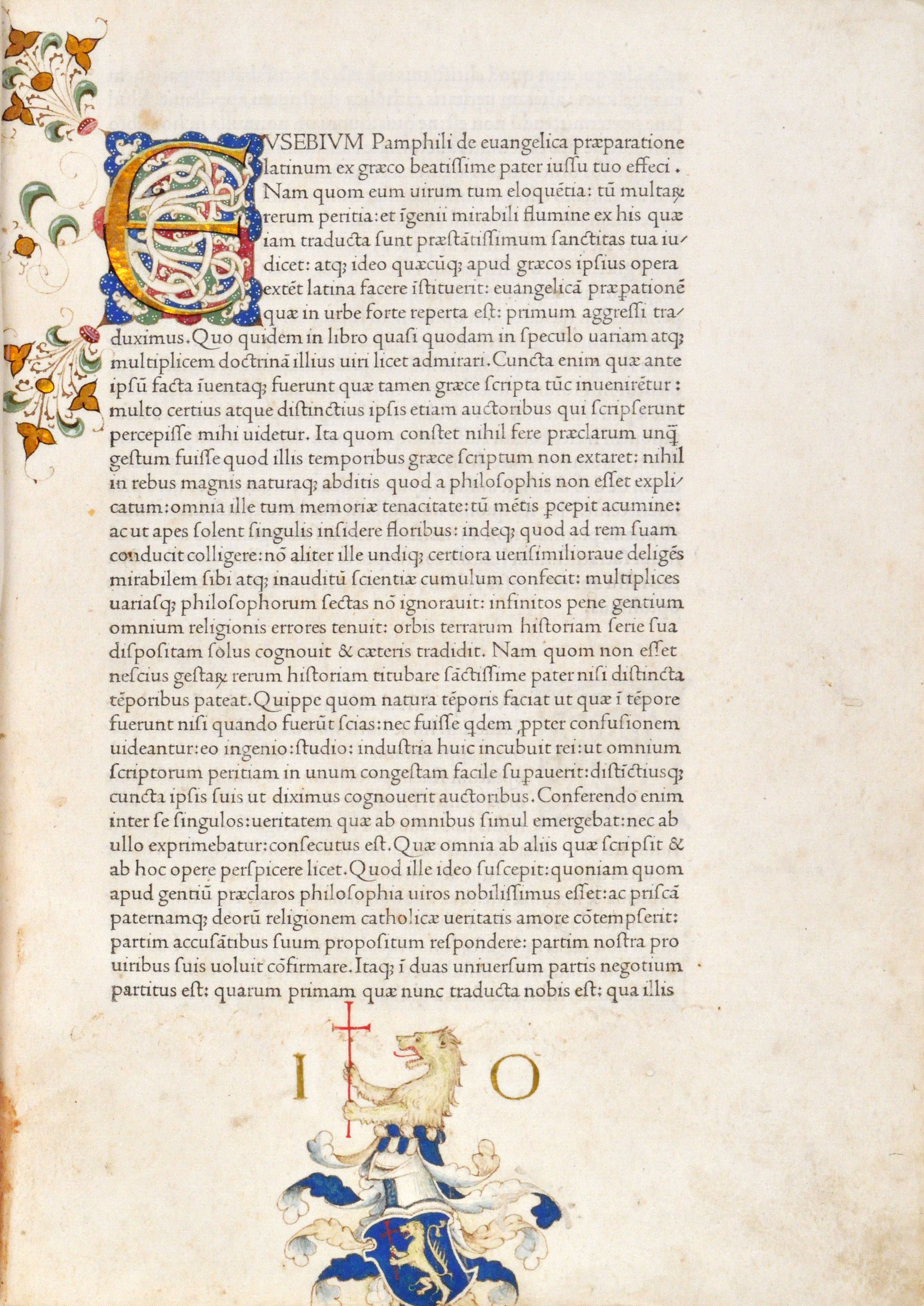
Edición de 1470 de la Preparación evangélica, obra de Nicolas Jenson.

(1) La "Apología de Orígenes", cuyos primeros cinco libros pudieron haber sido escritos al oír Pánfilo, en la prisión, asistido por Eusebio, según las palabras de Focio. Eusebio escribió el sexto libro después de la muerte de Pánfilo. Existe actualmente una traducción en latín del primer libro, hecha por Rufino.
(2) Un tratado contra Hierocles de Alejandría (gobernador romano y filósofo neoplatónico), en el cual Eusebio rebatió la glorificación de Apolonio de Tiana hecha por Hiérocles. El trabajo se llamaba "Discurso de Amor a la Verdad" (en griego, Philalethes logos);
(3) y (4) dos obras importantes, relacionadas la una con la otra, conocidas por los nombres en latín Praeparatio evangelica y Demonstratio evangelica, la primera trata de demostrar la excelencia del cristianismo sobre todas las religiones y filosofías paganas. La Demonstratio consistía originalmente de veinte libros de los cuales han sido preservados diez completamente, además de un fragmento del décimo-quinto libro. Eusebio consideraba su obra como una introducción a la cristiandad para los paganos. El trabajo fue completado probablemente antes del 311.
(5) en otro texto, con origen en el período de las persecuciones, entitulado "Extractos Proféticos" (Eklogai prophetikai), discute en cuatro libros los textos mesiánicos de las Escrituras.
(6) el tratado "De la Manifestación Divina" (Peri theophaneias), escrito ya posteriormente a estos, trata de la encarnación del Logos Divino, siendo, en varios aspectos, idéntico a su Demonstratio evangelica. De esta obra sólo quedan fragmentos.
(7) el polémico tratado "Contra Marcelo", escrito alrededor del 337;
(8) un suplemento al trabajo anterior, intitulado "De la Teología de la Iglesia", donde defiende la doctrina nicena del Logos, contra el partido de Atanasio.
Un gran número de escritos que pertenecen a esta categoría, están completamente perdidos hasta la fecha.

### Obras exegéticas y otras
De las obras exegéticas de Eusebio no nos llegó nada en su forma original. Los llamados "comentarios" se basaban en manuscritos posteriores copiados de esa serie de escritos. Una obra más completa, de naturaleza exegética, preservado apenas en fragmentos, se intitula "Sobre las Diferencias de los Evangelios" y fue escrito con el deseo de armonizar las contradicciones en los relatos de los diferentes evangelistas. Fue también con propósitos exegéticos que Eusebio escribió sus tratados de arqueología bíblica:
(1) una obra sobre los equivalentes en griego de los nombres de familia hebreos.
(2) una descripción de la antigua Judea, con una relación de la distribución de las diez tribus.
(3) un plano de Jerusalén y del Templo de Salomón.
Estos tres tratados están perdidos. Una obra intitulada "Sobre los Nombres de los Lugares en las Sagradas Escrituras" sobrevivió hasta nuestros días.
Aun así, se debe hacer mención de los discursos y sermones, algunos de los cuales han sido preservados hasta hoy día. Por ejemplo, un sermón para la congregación de la iglesia de Tiro, y un discurso (el Triakontaeterikós) para el trigésimo aniversario del reinado de Constantino I en 336 donde se retrata al emperador como rey cristiano ideal, en consonancia con el mensaje de su posterior Vita Constantini. De las cartas de Eusebio, quedan apenas algunos fragmentos.

## Comentarios concernientes a Eusebio

### Su doctrina
Del punto de vista dogmático, Eusebio se apoya totalmente en Orígenes. Tal como este teólogo, partió de la idea fundamental de la soberanía absoluta (monarquía) de Dios. Dios es la causa de todos los seres. Pero no es, meramente, una causa; en Él, todo lo bueno está incluido; de Él, toda la Vida se origina; y es el origen de toda Virtud. Es el Dios Supremo, al cual, Cristo está sujeto como Dios segundo (secundario). Dios envió a Cristo al mundo para que este participase de las gracias incluidas en la esencia divina. Cristo es la única criatura realmente buena, poseyendo la imagen de Dios, y siendo un rayo de luz eterna; esta comparación con el rayo de luz es, no obstante, de tal forma limitada que Eusebio necesita enfatizar expresamente la auto-existencia de Jesús. 
Eusebio trata, así, de enfatizar la diferencia de las Personas de la Trinidad, manteniendo la subordinación de Jesús a Dios (Eusebio nunca aplica a Jesús el término theos) porque, según él, todo lo que está defendido por otra parte es sospechoso de politeísmo o de sabelismo. Cree que Jesús es una criatura de Dios cuya generación (creación) ocurrió antes del Tiempo. Jesús es, por su actividad, el órgano de Dios, el creador de la vida, el principio de todas las revelaciones divinas, que, en su carácter absoluto está entronizado sobre toda la creación. Este Logos Divino asumió un cuerpo humano sin que su ser fuese en ninguna manera alterado. La relación del Espíritu Santo con la Santísima Trinidad es explicada por Eusebio en términos similares a relación entre el Padre y el Hijo. Nada de lo que es presentado en esta doctrina es original de Eusebio, remitiendo casi todo al sistema teológico de Orígenes. La falta de originalidad de Eusebio se revela en el hecho de que nunca presentó sus propias ideas de forma sistemática.

### Excelencia y limitaciones
En su época fue justamente considerado como el más instruido de sus contemporáneos. Una lista de los documentos que usó para su Historia de la Iglesia bastaría para percibir la magnitud del trabajo hecho para organizar y analizar todo ese acervo de material. No obstante, el conocimiento de Eusebio no se puede comparar con el de Orígenes. Este último fue un espíritu productivo, mientras que Eusebio fue un compilador de escritos. Eusebio se distingue, no obstante, por el cuidado con el que elaboró su obra. Un hombre como él, sin duda alguna, se encontraba en una época en que las naciones bárbaras comenzaron a invadir en masa a la Iglesia. En el período que siguió, nadie lo alcanzó en erudición. Los historiógrafos eclesiásticos fueron capaces de copiarlo, pero no superaron su puesto.
Edward Gibbon, historiador que abordó las causas de la caída del Imperio romano, señaló que la actitud de Eusebio de Cesarea al redactar su Historia Eclesiástica no era la de un historiador (tal como se concibe este oficio en términos modernos), sino la de un panegirista que, voluntariamente, excluye todos los aspectos que pudieran desacreditar a la Iglesia y sólo narra los positivos. Ya Focio, en el siglo IX, había definido la Vida de Constantino como un panegírico en cuatro libros (encomiastiké tetrábiblos). Un siglo después que Gibbon, el también historiador Jacob Burckhardt calificaba a Eusebio como «el más repugnante de los panegiristas, que mentía a mansalva».